# 柳浪闻莺
柳浪闻莺公园位于杭州西湖东南岸，是旧西湖十景之一。范围南起清波门外，北至涌金门下，占地约21公顷。
柳浪闻莺前身是南宋的御花园聚景园。改称“散景园”，后改为迁居杭州回民的墓地，失去了当年西湖十景之一的盛景。现在经过整修，成为一个开放式园林。
公园北部还有钱王祠。
- 柳浪闻莺石碑
- 西湖边柳浪闻莺
- 柳浪闻莺沿岸步道
- 柳浪闻莺御码头
- 柳浪闻莺风光
- 闻莺阁